# 적색초거성

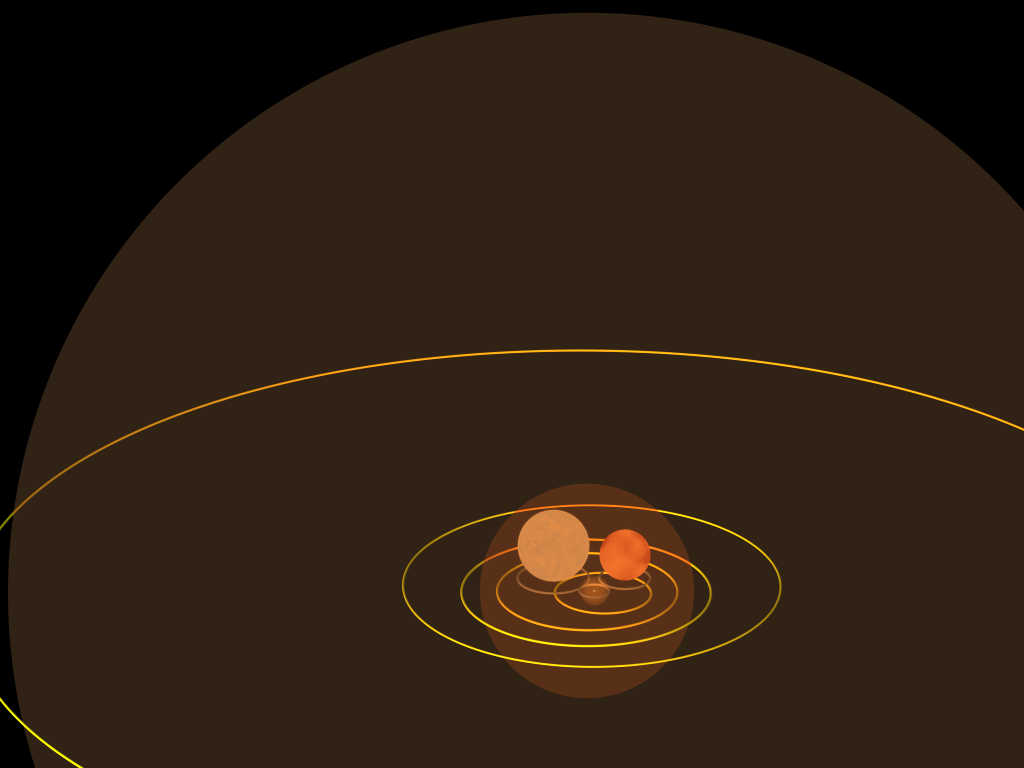
적색초거성 등 거대한 천체와 태양계를 비교한 그림. 가장 바깥쪽의 구체가 적색초거성 베텔게우스로 목성 궤도에 이른다. 지구 궤도와 비슷한 크기의 별이 황새치자리 R, 그 안쪽 밝은 쪽은 청색초거성 리겔, 어두운 쪽은 적색 거성 알데바란이다.

적색초거성의 내부. 핵합성으로 만들어진 중원소들이 층을 이루고 있다.

적색초거성(red supergiant, RSG)은 분광형 K~M, 광도분류 I에 속하는 항성들을 일컫는다. 이들은 질량을 제외하고 물리적 크기(부피)만 고려할 경우, 우주에서 가장 거대한 천체이다.
태양질량의 10배 이상 무거운 천체들은 수소 핵융합 단계를 끝낸 뒤 헬륨을 태우는 단계에서 부풀어 오르면서 적색초거성 상태가 된다. 이 단계에서 표면 온도는 3,500~4,500K로 내려가며 부피는 매우 커진다. 현재까지 발견된 우리 은하 내에서 적색 극대거성으로는 세페우스자리 뮤, 궁수자리 KW, 세페우스자리 V354, 백조자리 KY가 있다. 이들의 반지름은 모두 태양의 1,330배가 넘는다.
이렇게 막대하게 커진 별들은 광구면이 우주 공간과 확연히 구별되지 않으며, 자신의 질량을 외부로 방출한다. 적색초거성에서 발산하는 항성풍은 속도가 느리며 밀도가 크다. 이들은 중심핵에서 일어나는 핵융합 반응 속도가 느려질 경우 청색초거성으로 수축하게 된다. 청색초거성은 적색초거성과는 반대로 속도는 빠르나 밀도가 낮은 항성풍을 발산한다.
적색초거성 정도의 질량을 가진 천체들은 내부에서 철까지 생성할 수 있다. 이들은 수명이 끝날 때에 내부에 양파 구조로 무거운 물질들을 순차적으로 형성하게 된다.
적색초거성 상태가 유지되는 시간은 수십만~백만 년 정도로 매우 짧다. 질량이 큰 적색초거성들은 볼프-레이에별로, 상대적으로 질량이 작은 쪽들은 II형 초신성으로 최후를 맞을 것이다.
지구 근처의 대표적인 적색초거성으로 베텔게우스와 안타레스를 들 수 있다.

## 같이 보기
- 청색초거성
- 극대거성
- 항성진화